# Chlum (obec, okres Benešov)
Obec Chlum leží v okrese Benešov. Žije zde 125 obyvatel a katastrální území obce má rozlohu 422 ha.
Ve vzdálenosti 8 km západně leží město Vlašim, 24 km severozápadně město Benešov, 28 km východně město Světlá nad Sázavou a 31 km jihovýchodně město Humpolec.

## Historie
První písemná zmínka o obci pochází z roku 1295.

### Územněsprávní začlenění
Dějiny územněsprávního začleňování zahrnují období od roku 1850 do současnosti. V chronologickém přehledu je uvedena územně administrativní příslušnost obce v roce, kdy ke změně došlo:
- 1850 země česká, kraj České Budějovice, politický okres Benešov, soudní okres Vlašim[5]
- 1855 země česká, kraj Tábor, soudní okres Vlašim
- 1868 země česká, politický okres Benešov, soudní okres Vlašim
- 1937 země česká, politický i soudní okres Vlašim[6]
- 1939 země česká, Oberlandrat Německý Brod, politický i soudní okres Vlašim[7]
- 1942 země česká, Oberlandrat Praha, politický okres Benešov, soudní okres Vlašim[8]
- 1945 země česká, správní i soudní okres Vlašim[9]
- 1949 Pražský kraj, okres Vlašim[10]
- 1960 Středočeský kraj, okres Benešov
- 2003 Středočeský kraj, okres Benešov, obec s rozšířenou působností Vlašim

### Rok 1932
Ve vsi Chlum (203 obyvatel) byly v roce 1932 evidovány tyto živnosti a obchody: hostinec, kovář, 10 rolníků, trafika.

## Památky a zajímavosti

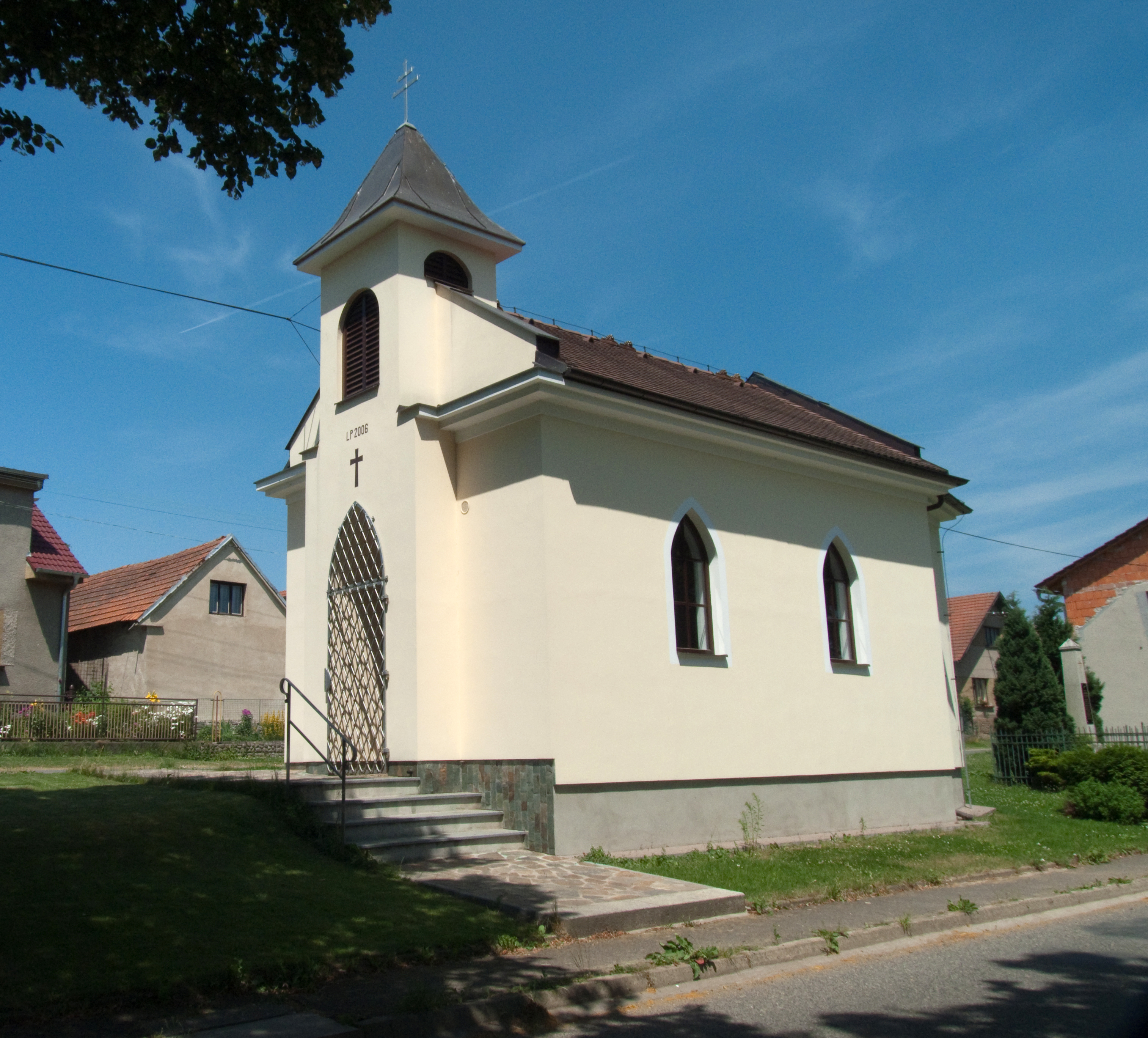
Kaple sv. Jana Nepomuckého

- Kaple sv. Jana Nepomuckého z roku 1909
- Památník padlým vojínům ve světové válce 1914–1918
- Křížek na návsi
- Budova obecního úřadu s hasičskou zbrojnicí

## Doprava
Dopravní síť
- Pozemní komunikace – Obcí prochází silnice II/127 Načeradec – Zdislavice – Chlum – Trhový Štěpánov.

- Železnice – Železniční trať ani stanice na území obce nejsou. Nejblíže obci jsou ve vzdálenostech 2 km železniční stanice Trhový Štěpánov a železniční zastávka Zdislavice ležící na trati 222 vedoucí z Benešova.

Veřejná doprava 2012
- Autobusová doprava – Do obce vedly autobusové linky Vlašim-Zruč nad Sázavou (v pracovních dnech 1 spoj, o sobotách 1 spoj) a Vlašim-Javorník (v pracovních dnech 4 spoje) (dopravce ČSAD Benešov, a. s.).

## Turistika
Obcí vede cyklotrasa č. 0004 Vlašim – Zdislavice – Chlum – Trhový Štěpánov – Zruč nad Sázavou.